# Алтынбеков, Бауэр Ембергенулы
Бауэр Ембергенулы Алтынбеков (родился 17 марта 1931, Алматы) — советский и казахстанский гигиенист, один из основателей казахстанской школы гигиенистов, доктор медицинских наук (1975).

## Биография
В 1958—1990 годах — сотрудник, затем директор Казахского НИИ гигиены труда и профессиональных заболеваний в Караганде.
Член-корреспондент НАН РК, действительный член Академии медицинских наук (1995). [[Академики НАН Казахстана#Академики и члены-корреспонденты РОО НАН РК на 25 марта 2020 года[5]|Академик Национальной академии наук Казахстана (2003)]].
Научные исследования посвящены вопросам изучения гигиены и физиологии труда, эргономики, проблемам профессиональной патологии, быта, здоровья, демографии рабочих угольных, горнорудной промышленности, чёрной и цветной металлургии.

## Награды
Награждён орденами «Знак Почета» и «Курмет» (Указ президента РК 10 декабря 2001 года).

## Сочинения
- Гигиена труда шахтёров, т. 2. — А., 1967.
- Организация мероприятии по выявлению и профилактике профессиональных заболеваний. — А., 1982.
- Санитарные правила и нормы по гигиене труда в промышленности, п 3 г. — Омск, 1995.